# Ramses
Ramses (араб. رمسيس‎, читается Рамзес) — египетская марка автомобилей, производимых компанией «Egyptian Light Transport Manufacturing Company» в период с 1958 года по 1972 год, со штаб-квартирой в Каире. В 1969 году компанию покупает фирма «El Nasr Automotive Manufacturing Company», в 1972 году производство автомобилей было прекращено.
После революции 1952 года в Египте был только один производитель машин — Ford, собиравший в цеху в Александрии британские модели, но, после антибританского восстания производство было свернуто. Насеру требовались собственные производители транспорта, в итоге, в Египте стали появляться предприятия, которые субсидировались государством: в Египте стали производить двигатели воздушного охлаждения по лицензии немецкой Klöckner Humboldt Deutz, начался выпуск автомобилей Fiat моделей 1100, 1300 и, впоследствии, 2300; производство прицепов немецкой фирмы Blomhart, изготовление сельхозтехники по лицензии югославского завода IMR.
В 1958 году было подписано соглашение между правительством Египта и немецкой фирмой NSU Motorenwerke о создании СП — Egyptian Light Transport Manufacturing Company, директором которого был назначен Басим Мухаммед. Производственные помещения были построены в пустыне в Гизе, недалеко от долины Пирамид.
В 1959 году из агрегатов NSU Prinz III началась сборка примитивных, с коробчатым кузовом, автомобилей под названием Ramses — в честь фараонов 20 династии (модель Utilica). Причина такого дизайна заключалась в том, что кузова машин изготавливались кустарным способом, с помощью ручных прессов и молотков. Модель продержалась в производстве до 1963 года, всего было выпущено около 1100 штук. В конце 1962 года было начато производство новой модели — Ramses-II, на 70 % идентичной NSU Prinz 4 — главное отличие заключалось в дизайне передка, который получил страшную решетку радиатора.
В то же время итальянской фирме Vignale был заказан проект 2-дверного кузова кабриолет. Машина, созданная на базе Prinz 4 называлась Ramses Gamila, получилась довольно симпатичной сзади, но впереди «красовалась» страшная решетка радиатора, причём, наличие такого передка было условием египетского предприятия.
Но поскольку простые «Рамзес II» не особо покупались (за первые два года было построено около 300 штук), а кабриолеты вообще расходились штучно, было решено выпускать машины с кузовом фургон и пикап. Оформление передка Ramses II на более приятный для глаз было проведено в 1965 году, машина с таким дизайном выпускалась до 1966 года (произведено около 400 штук).
В 1966 году, желая отдалить египетскую машину от немецкого прототипа, был спроектирован новый кузов, построенный по мотивам немца, но больше напоминал советский ЗАЗ-968. Кузов стал большим и выше, но техническая начинка осталась прежней, проект этот раз доверили уже не итальянцами, а делали своими усилиями, руководил проектом местный инженер Абдель Вахед.
Однако новая модель — Ramses III, вообще перестала пользоваться спросом, и только в первый год было выпущено менее сотни автомобилей. В 1969 году, когда государство прекратило субсидировать предприятия, фирму Egyptian Light Transport Manufacturing Company выкупила компания El Nasr Automotive Manufacturing Company, которая как раз занималась производством двигателей Deutz. В 1972 году был представлен прототип 4-дверного автомобиля, который, однако, по каким-то причинам было решено не запускать в серию. В том же году было остановлено и производство серийных машин, спрос на которые был мизерным. Всего за 13 лет производства было выпущено около 1700 автомобилей этой марки. В 1979 году завод возобновил выпуск автомобилей, но это уже были итальянские «Фиаты», и бренд «Рамзеза» на этот раз решили не использовать.